# Підвисочанська сільська рада
Підвисо́чанська сільська́ ра́да — адміністративно-територіальна одиниця та орган місцевого самоврядування в Борівському районі Харківської області. Адміністративний центр — село Підвисоке.

## Загальні відомості
- Підвисочанська сільська рада утворена 19 квітня 1943 року.
- Територія ради: 113,792 км²
- Населення ради: 1 140 осіб (станом на 2001 рік)
- Територією ради протікає річка Горохуватка.

## Населені пункти
Сільській раді підпорядковані населені пункти:
- с. Підвисоке
- с. Гаврилівка
- с. Калинове
- с. Мирне
- с. Парнувате
- с. Ясинувате

## Склад ради
Рада складається з 12 депутатів та голови.
- Голова ради:
- Секретар ради: Виноградська Віта Іванівна

### Керівний склад попередніх скликань
| Прізвище, ім'я, по батькові   | Основні відомості                                                         | Дата обрання | Дата звільнення |
| ----------------------------- | ------------------------------------------------------------------------- | ------------ | --------------- |
| Калмикова Раїса Федорівна     | Сільський голова, 1954 року народження, член Народної партії              | 26.03.2006   | 31.10.2010      |
| Чорний Анатолій Олександрович | Сільський голова, 1965 року народження, освіта вища, член Партії регіонів | 31.10.2010   | 04.12.2014      |

Примітка: таблиця складена за даними сайту Верховної Ради України

### Депутати
За результатами місцевих виборів 2010 року депутатами ради стали:

#### За суб'єктами висування
| Суб'єкт висування | Кількість обраних депутатів | %    |
| ----------------- | --------------------------- | ---- |
| Партія регіонів   | 10                          | 83,3 |
| Самовисування     | 2                           | 16,7 |

#### За округами
| № округу        | Прізвище, ім'я, по батькові     | Дата визнання обраним | Освіта             | Партійна приналежність | Відомості про обраного депутата                            |
| --------------- | ------------------------------- | --------------------- | ------------------ | ---------------------- | ---------------------------------------------------------- |
| Партія регіонів |                                 |                       |                    |                        |                                                            |
| 1               | Кривий Сергій Іванович          | 05.11.2010            | середня            | член Партії регіонів   | тимчасово не працює                                        |
| 2               | Виноградська Ольга Василівна    | 05.11.2010            | вища               | член Партії регіонів   | Підвисочанська загальноосвітня школа, вчитель              |
| 3               | Байчиков Валентина Василівна    | 05.11.2010            | вища               | член Партії регіонів   | Підвисочанська загальноосвітня школа, вчитель              |
| 4               | Сухина Іван Іванович            | 05.11.2010            | вища               | член Партії регіонів   | Підвисочанська загальноосвітня школа, вчитель              |
| 6               | Літвінова Надія Іванівна        | 05.11.2010            | вища               | член Партії регіонів   | тимчасово не працює                                        |
| 7               | Шпота Світлана Володимирівна    | 05.11.2010            | середня            | член Партії регіонів   | П. Кириченко, продавець                                    |
| 8               | Токар Тетяна Василівна          | 05.11.2010            | середня            | член Партії регіонів   | Підвисочанська сільська рада, секретар                     |
| 10              | Давиденко Наталія Михайлівна    | 05.11.2010            | вища               | член Партії регіонів   | Калинівська загальноосвітня школа, директор                |
| 11              | Приходченко Григорій Григорович | 05.11.2010            | середня            | член Партії регіонів   | Калинівська загальноосвітня школа, кочегар                 |
| 12              | Люба Тетяна Віталіївна          | 05.11.2010            | вища               | член Партії регіонів   | Гороховатська ДДЛВМ Борівського району, ветеринарний лікар |
| Самовисування   |                                 |                       |                    |                        |                                                            |
| 5               | Літвінова Тетяна Миколаївна     | 05.11.2010            | середня спеціальна | позапартійна           | фермерське господарство «Анна», бухгалтер                  |
| 9               | Виноградська Віта Іванівна      | 05.11.2010            | вища               | позапартійна           | Підвисочанська сільська рада, спеціаліст — землевпорядник  |